# João Ricardo
Nezaměňovat s portugalským fotbalistou jménem João Ricardo Pinto da Silva (* 1991).
João Ricardo, celým jménem João Ricardo Pereira Batalha Santos Ferreira, (* 7. ledna 1970 Luanda) je bývalý angolský fotbalový brankář a reprezentant. V angolském dresu se zúčastnil mistrovství světa ve fotbale 2006 v Německu, kde odchytal všechny tři zápasy, které Angola na turnaji odehrála.
João Ricardo je potomkem portugalských přistěhovalců, do Portugalska se s rodinou a s většinou bílých Angolanů odstěhoval v roce 1974, kdy mu byly pouhé čtyři roky. Fotbal začal hrát ve městě Leiria, v němž tehdy našel svůj adoptivní domov.
Stal se brankářskou jedničkou angolské reprezentace na mistrovství světa v kopané v Německu v roce 2006. Na tomto turnaji se zaskvěl hlavně v utkání proti Mexiku, které i jeho zásluhou skončilo překvapivě 0:0. V tomto zápase byl vyhlášen nejlepším hráčem a tím se stal prvním brankářem, kterému se na tomto mistrovství světa této pocty dostalo.